# Station Lassemoen
Station Lassemoen is een spoorwegstation in Lassemoen in de Noorse gemeente Namsskogan. Het station dateert uit 1940  toen Nordlandsbanen werd geopend totaan Mosjøen.